# Orator
L'orador o Orator és una obra de caràcter didàctic. Ciceró hi descriu l'orador ideal i exposa la seva teoria sobre l'estil, sobre l'extensió que cal donar al discurs i sobre l'essència de l'elocució, que és l'art d'utilitzar tan adequadament com sigui possible el to, l'expressió, les paraules i les figures retòriques.

## Context
Segons R. Sabbadini, l'obra va ser iniciada el 13 de juny del 46 i va ser acabada en la seva primitiva forma en els primers dies de juliol, quan Ciceró estava en la seva finca de Túscul. Però sembla, segons altres estudiosos, que va ser a Roma on Ciceró, a començaments de la tardor, va donar per finalitzada l'obra.

## Estructura
Dins l'obra es poden distingir clarament tres parts principals:

### Introducció
Del capítol I al II, 6. al Al començament podem trobar una dedicatòria destinada a Brutus i l'explicació de les dificultat del tema. Veiem clarament la finalitat de l'obra: definir l'orador ideal. També se'ns descriu les condicions que ha de tenir l'orador ideal: un orador ideal ha de tenir una cultura filosòfica, un domini dels tres estils com Demòstenes i sobretot, no assemblar-se als neoàtics.

### Tractat
Del capítol II 7 al LXXI 236. Torna a començar amb una dedicatòria i també explica les dificultats del tema, en aquest punt dona certa importància al gust personal. Hi ha una delimitació en el tractament dels gèneres oratoris. Torna a descriure al perfecte orador, el qual per escriure una bona obra ha de fer un pla, la invenció i també fer una bona disposició i distribució. També tracta el tema de l'eloqüència: en fa una introducció, en descriu l'acció i n'explica tot allò característic de l'orador, com també diferencia l'orador dels filòsofs, dels sofistes, dels historiadors i dels poetes. Acabat aquest tema, tracta la finalitat i les condicions de l'orador i en distingeix quatre tipus: l'orador simple, l'orador temperat, el sublim i finalment, el que reuneix les tres qualitats. Esmenta els coneixement que són necessaris d'un orador, com per exemple la filosofia, el dret, la història, i el coneixement de retòrica, i aplica aquests coneixements en les diferents parts d'un discurs. També explica els llocs comuns per fer retòrica, l'amplificació, el caràcter i el patetisme. Tot seguit, fa una descripció de les figures de dicció i les figures de pensament, com també els elements de l'expressió, posant esment en les paraules i en l'ús correcte d'aquestes per aconseguir una harmonia en la frase. Per acabar, tracta el tema del ritme i parla sobre la seva legitimitat, el seu origen, les seves raons, la seva naturalesa i la seva essència, la seva ocupació i la seva utilitat.

### Epíleg
Correspon al LXXI 237 i 238. Per finalitzar l'obra Ciceró exposa raonadament la seva opinió sobre tot el que s'ha dit anteriorment, i també exposa que cada un és lliure de seguir els consells que ell ha donat.

## Temes i continguts
En primera instància cal dir que l'obra està dedicada a Marc Juni Brut, el famós assassí de Cèsar. En aquest moment tenia 39 anys i exerceix el govern de la Gàl·lia Cisalpina que li ha confiat el dictador. Per temperament, en què predomina la reflexió sobre la passió, s'inclinava al genus tenue et subtil -estil tènue i subtil-, és a dir, a l'aticisme, introduït a Roma per M. Calidi. Encara que les crítiques dels aticistes eren molt dures contra l'estil ciceronià, el gran orador veia que en l'oposició de Marcus Brutus hi havia raons de temperament; però esperava que podria ser portat a reconèixer les excel·lències del magisteri ciceronià per una justificació com la present. Quan Calidi i Licini Calb van morir, Brutus va ser el principal representant de la direcció crítica. Sobre les seves condicions de jove brillantment dotat, excel·lentment educat en la filosofia i en la retòrica, s'esperava d'ell una decisiva actuació política, i Ciceró tenia l'esperança que podria servir a la causa de la república alliberant-la del dictador. Això explica que Ciceró li dediqués a més de Brutus  i l'Orator, les Paradoxes, el De finibus i el De natura deorum.